# Final Battle (2009)
Final Battle (2009) foi um evento em formato pay-per-view produzido pela Ring of Honor. Ocorreu no dia 19 de dezembro de 2009 no Manhattan Center em Nova Iorque. Esta foi a sétima edição da cronologia do Final Battle e a primeira em formato de pay-per-view.

## Resultados
| #                              | Lutas | Estipulação                                         | Tempo |
| ------------------------------ | --- | --------------------------------------------------- | ----- |
| Dark                           | Andy "Right Leg" Ridge derrotou Alex "Sugarfoot" Payne                                                                             | Singles match                                       | N/A   |
| 1                              | Claudio Castagnoli (com Prince Nana e Mr. Ernesto Osiris) derrotou Rhett Titus, Colt Cabana e Kenny Omega                          | Pick 6 Contenders Series Four-corner survival match | 06:16 |
| 2                              | Erick Stevens e Bison Smith (com Prince Nana e Mr. Ernesto Osiris) derrotaram Delirious e Bobby Dempsey (com Daizee Haze)          | Tag Team match                                      | 10:17 |
| 3                              | Eddie Kingston derrotou Chris Hero (com Sara Del Rey e Shane Hagadorn)                                                             | Fight Without Honor                                 | 15:12 |
| 4                              | The Young Bucks (Matt e Nick Jackson) derrotaram Kevin Steen e El Generico                                                         | Tag Team match                                      | 17:09 |
| 5                              | Kenny King derrotou Roderick Strong                                                                                                | Pick 6 Contenders Series Singles match              | 10:29 |
| 6                              | Rocky Romero derrotou Alex Koslov                                                                                                  | Singles match                                       | 11:21 |
| 7                              | The Briscoe Brothers (Jay & Mark Briscoe) derrotaram The American Wolves (Eddie Edwards e Davey Richards) (c) (com Shane Hagadorn) | Tag Team match pelo ROH World Tag Team Championship | 22:53 |
| 8                              | Jack Evans derrotou Teddy Hart (com Julius Smokes como árbitro especial)                                                           | Unsanctioned match                                  | 05:34 |
| 9                              | Austin Aries (c) contra Tyler Black acabou sem vencedor devido ao estouro do tempo limite.                                         | Singles match pelo ROH World Championship           | 60:00 |
| (c) - Campeão(s) antes da luta | |                                                     |       |